# Equinozous
Els equinozous (Echinozoa) són un subembrancament d'equinoderms que inclou els eriçons de mar i els cogombres de mar, a més de diversos grups fòssils.

## Taxonomia
El subembrancament Echinozoa inclou dues classes actuals i tres de fòssils:
- Classe Cyclocystoidea †
- Classe Helicoplacoidea †
- Classe Ophiocistoidea †
- Classe Echinoidea - eriçons de mar
- Classe Holothuroidea - cogombres de mar